# Thomas F. Madden
Thomas F. Madden (Phoenix, 10 giugno 1960) è uno storico, saggista e collaboratore editoriale statunitense.
È stato accademico nell'Università del New Mexico, dove aveva studiato, insegnando come cattedratico nel Dipartimento di Storia della Saint Louis University a St. Louis (Missouri), e operando come Preside (Director) del Saint Louis University's Center for Medieval and Renaissance Studies.
La sua disciplina e il suo campo principale di ricerca e d'interesse è la storia medievale. 
Ha collaborato con The New York Times, Washington Post, USA Today e The History Channel.
La sua opera più famosa è New Concise History of the Crusades edita nel 2005 e tradotta in molte lingue, tra cui l'italiano (Le Crociate' - Una storia nuova, Torino, Lindau, 2005, 350 pp. + Indice).